# Abdeliláh Száber
Abdeliláh Száber (arabul: عبد الإله صابر); 1974. április 21. –) marokkói válogatott labdarúgó.

## Pályafutása

### Klubcsapatban
1989 és 1996 között a Vidad Casablanca csapatában játszott. 1997-től 2001-ig a portugál Sporting játékosa volt, de az utolsó szezonban kölcsönadták az olasz Napolinak. 2001 és 2004 között Olaszországban játszott. 2001 és 2003 között a Napoli, 2003 és 2004 között a Torino csapatát erősítette. 

### A válogatottban
1995 és 2003 között 53 alkalommal játszott a marokkói válogatottban és 1 gólt szerzett. Részt vett az 1998-as és a 2000-es afrikai nemzetek kupáján, illetve az 1998-as világbajnokságon.

#### Gólja a válogatottban
| #  | Dátum             | Helyszín                                        | Ellenfél | Eredmény | Végeredmény | Kiírás     |
| -- | ----------------- | ----------------------------------------------- | -------- | -------- | ----------- | ---------- |
| 1. | 2003. február 12. | Stade Sébastien Charléty, Párizs, Franciaország | Szenegál | 1–0      | 1–0         | Barátságos |

## Sikerei, díjai
Wydad Casablanca
- Marokkói bajnok (3): 1989–90, 1990–91, 1992–93
- CAF-bajnokok ligája győztes (1): 1992
- Afro-ázsiai klubok kupája (1): 1993

Sporting CP
- Portugál bajnok (1): 1999–00
- Portugál kupadöntős (2): 1995–96, 1999–00
- Portugál szuperkupa (1): 2000